# Министарство спољних послова Републике Србије
Министарство спољних послова Републике Србије је део Владе Републике Србије и задужено је за међународну сарадњу и успостављање међудржавних односа.
Министарство је надлежно за координацију спољнополитичких и других међународних активности које у оквиру утврђене надлежности спроводе државни органи. Државни органи у обављању спољних послова сарађују са Министарство благовременим извештавањем о планираним и спроведеним активностима. Комуникација државних органа са представницима других држава и међународних организација одвија се посредством Министарства или у сарадњи са Министарством, када је то у складу са међународним уговорима и дипломатском праксом. Односи државних органа са дипломатско-конзуларним представништвима одвијају се преко Министарства.

## Надлежности
Министарство у оквиру своје надлежности обавља следеће послове:
- представља, уз председника Републике, Републику Србију у односима са другим државама, међународним организацијама, међународним судовима и другим међународним институцијама, као и са њиховим представништвима у Републици Србији;
- штити интересе Републике Србије, њених држављана и правних лица у иностранству;
- предлаже Влади спољну политику коју она утврђује;
- предлаже Влади успостављање и прекид дипломатских односа са другим државама;
- предлаже Влади учлањење, односно учешће Републике Србије у међународним организацијама и интеграцијама, као и у другим облицима међународне сарадње;
- предлаже Влади амбасадоре, генералне и почасне конзуле Републике Србије у иностранству;
- учествује у пословима у вези са акредитацијом званичних представника држава и међународних организација у Републици Србији;
- организује званичне посете на државном и дипломатском нивоу;
- учествује у припремама за учешће представника Републике Србије на међународним преговорима и конференцијама;
- анализира међународни положај Републике Србије и билатералне односе са другим државама;
- анализира спољнополитичке аспекте одбране и националне безбедности;
- анализира и предвиђа развој регионалних и глобалних односа и појава, нарочито у области спољне политике, безбедности, међународног јавног и приватног права, економије, екологије, просвете и културе и стања људских права, која су од значаја за остваривање међународних односа Републике Србије;
- прикупља и анализира информације страних медија које се односе на Републику Србију;
- припрема нацрте закона, других прописа и општих аката из области спољних послова, даје мишљење о нацртима закона и других прописа у вези са спољним пословима за које су надлежни други органи државне управе, а који су од интереса за међународни положај Републике Србије;
- припрема правна мишљења о питањима из међународног права за потребе председника Републике, Владе и других државних органа;
- предлаже Влади стратегију развоја спољних послова и друге мере којима се обликује спољна политика Владе; припрема документацију, информације и анализе из области спољне политике;
- у сарадњи са надлежним државним органима покреће поступак и координира вођење преговора и закључивање међународних уговора, учествује у поступку њиховог потврђивања и прати њихову примену; чува оригинале свих међународних уговора, заједничких саопштења и декларација Републике Србије и њених међународноправних претходника;
- информише владе других држава и међународну јавност, као и исељенике, лица српског порекла и држављане Републике Србије у иностранству о политици Републике Србије и, у сарадњи са другим надлежним органима државне управе, ради на промоцији политичких ставова Владе ради -јачања угледа Републике Србије у међународним односима;
- у сарадњи са Министарством за дијаспору, унапређује поштовање људских и мањинских права исељеника, лица српског порекла и држављана Републике Србије у иностранству;
- у сарадњи са другим надлежним органима државне управе, спроводи гласање држављана Републике Србије који имају пребивалиште или боравиште у иностранству за време избора и референдума на републичком нивоу;
- у сарадњи са другим органима државне управе, обавља послове разграничења са суседним државама, израђује и чува документацију о државној граници;
- прикупља и чува документацију о спољној политици Републике Србије, подстиче научноистраживачки рад у области спољне политике и међународних односа;
- спроводи поступак стицања, одржавања и располагања непокретном имовином у иностранству која је неопходна за рад дипломатско-конзуларних представништава;
- организује, одржава и штити системе информатичких, телекомуникационих, курирских и других веза са дипломатско-конзуларним представништвима и другим информационим системима;
- обавља послове безбедности Министарства, дипломатско-конзуларних представништава и запослених;
- у сарадњи са другим надлежним органима сагласно посебном закону обезбеђује учешће у међународним мисијама;
- обавља и друге послове одређене законом.

## Начела
Начела за унутрашње уређење и систематизацију радних места у Министарству прописује Влада, на предлог министра спољних послова (у даљем тексту: министар).
Послове безбедности из тачке 25. овог члана, Министарство обавља на начин који прописује Влада, на предлог министра.
Послове из свог делокруга Министарство врши непосредно и преко дипломатско-конзуларних представништава. Након ванредних парламентарних избора у Републици Србији, одржаних 16. марта 2014. године, на предлог мандатара за састав Владе Републике Србије Александра Вучића, министар иностраних послова постаје Ивица Дачић. Ивица Дачић у Влади Србије, поред овог ресора, обавља и функцију заменика председника Владе.
Зграда министарства се налази у општини Савски венац у улици Кнеза Милоша. Већина одељења министарства, тада Краљевине СХС, преселило се овде у децембру 1923. из Ристићеве куће.